# Dísznövény

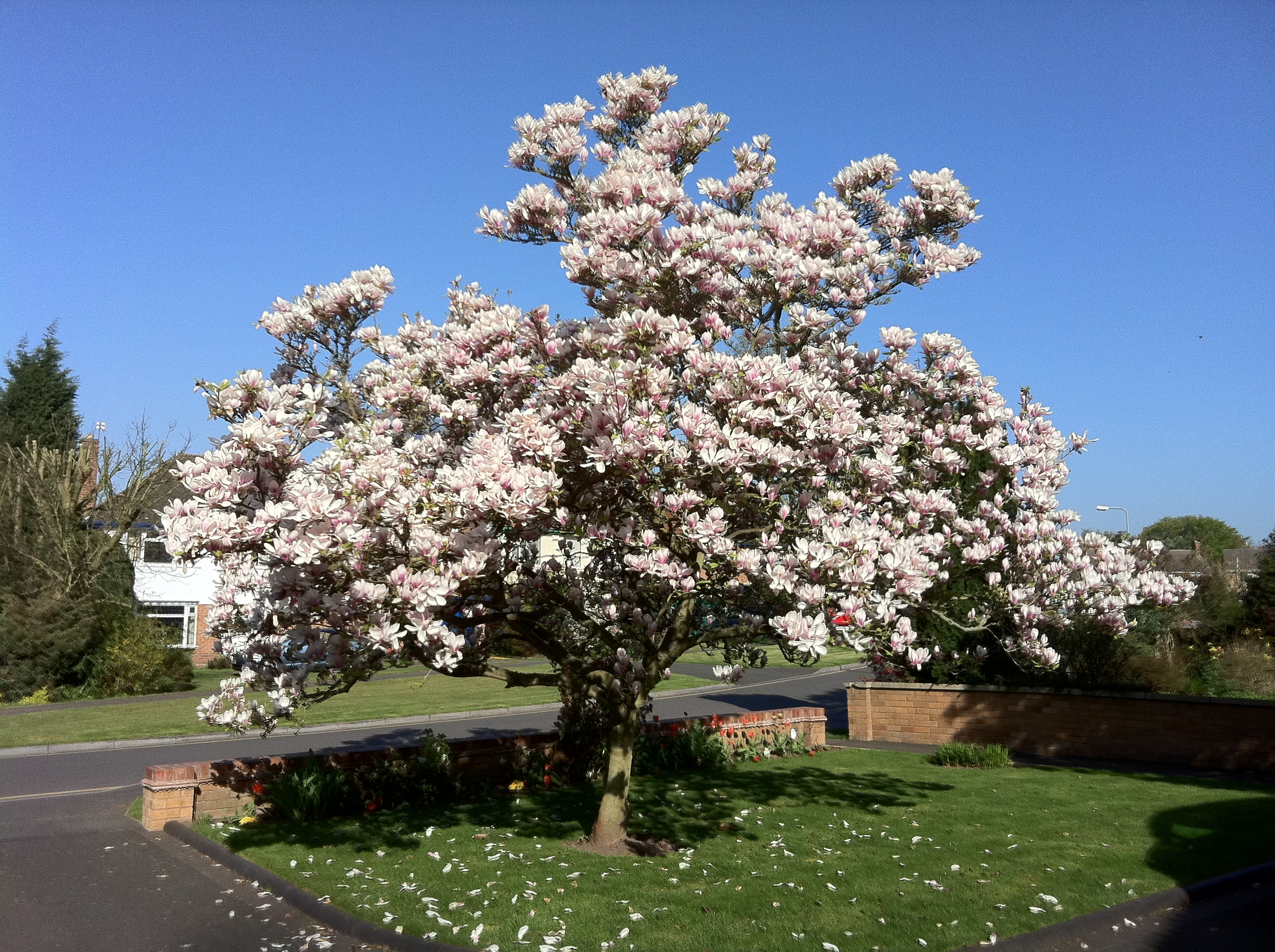
Magnolia × soulangeana

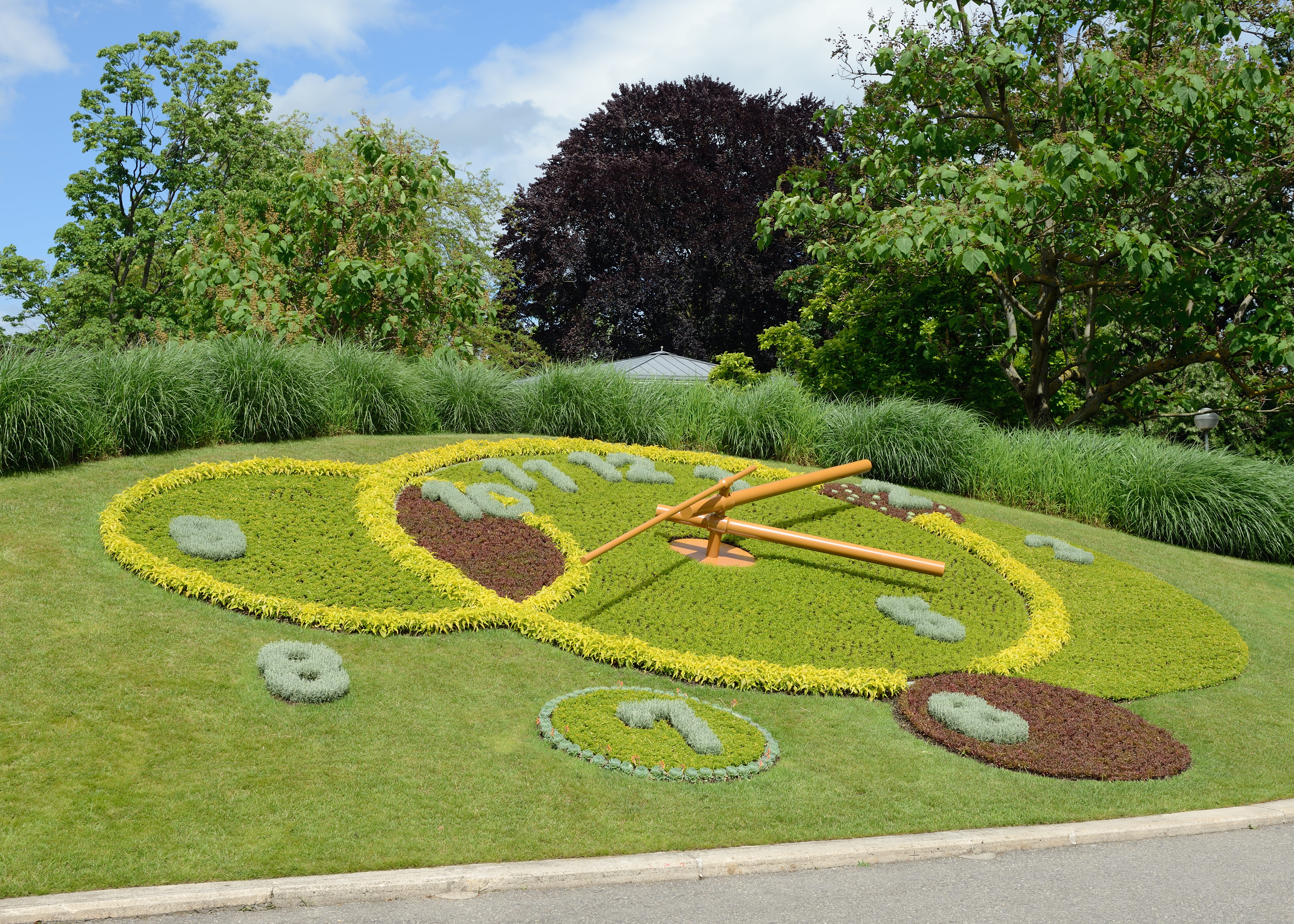
Virágóra (Genf, 2012)

A dísznövények azon növények, amelyeket esztétikai értékük miatt ültetünk vagy használunk fel. Ez lehet szép vagy különleges megjelenés, például a törzs mintázata, ágrendszer megjelenése, levél alakja, színe, a virágjának alakja, színe, nagysága, illata; a termés is lehet pusztán díszítő értékű, amelyet nem fogyasztásra szánunk és a növényen maradva a téli hónapokban díszít, vagy megszárítva használjuk fel (pl. aranyalma fajták (Malus spectabilis), borbolya (Berberis spp.), berkenye (Sorbus spp.)). További jellemzőjük kedvező környezeti hatásuk: erózió csökkentés, szélvédelem, por, zaj csökkentés.
A fás szárú dísznövényt díszfának (ha fa) vagy díszcserjének (ha cserje), a tetszetős virágot fejlesztő lágy szárú dísznövényt pedig gyakran egyszerűen virágnak is nevezik.
Lehet egy növény egyszerre több hasznú is, pl. a fűszer- és gyógynövények, különleges megjelenésű gyümölcsök (pl. sárga termésű ribiszke), vagy a vérmogyoró vörös leveleivel és ehető terméseivel.

## Csoportosítási szempontok

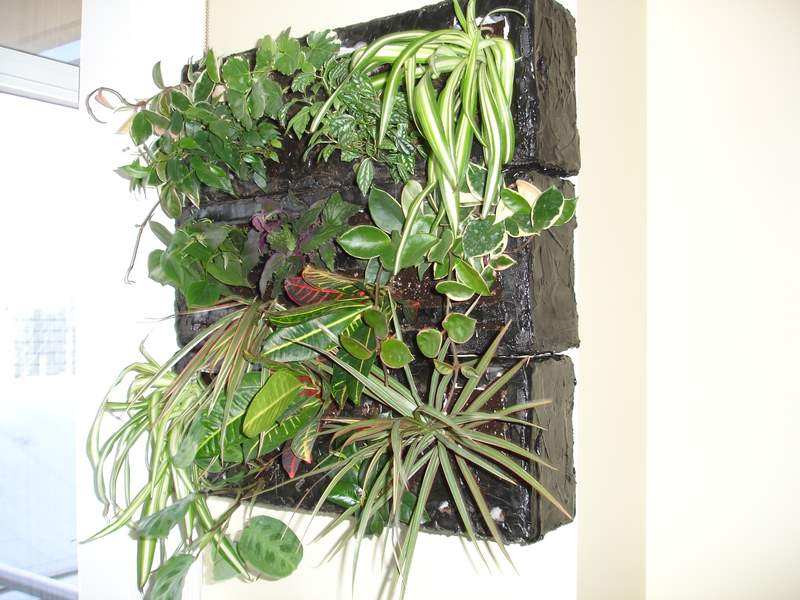
Függőlegesen elhelyezett szobanövények

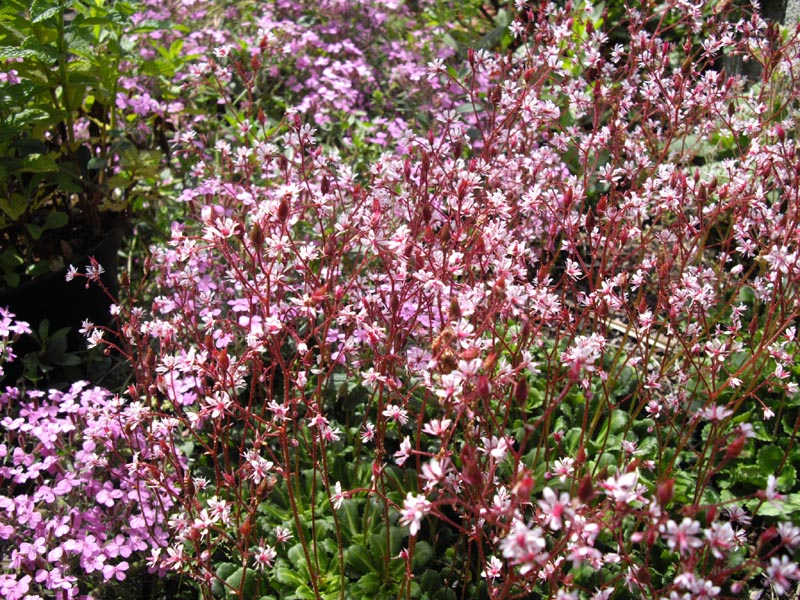
Árnyéki kőtörőfű

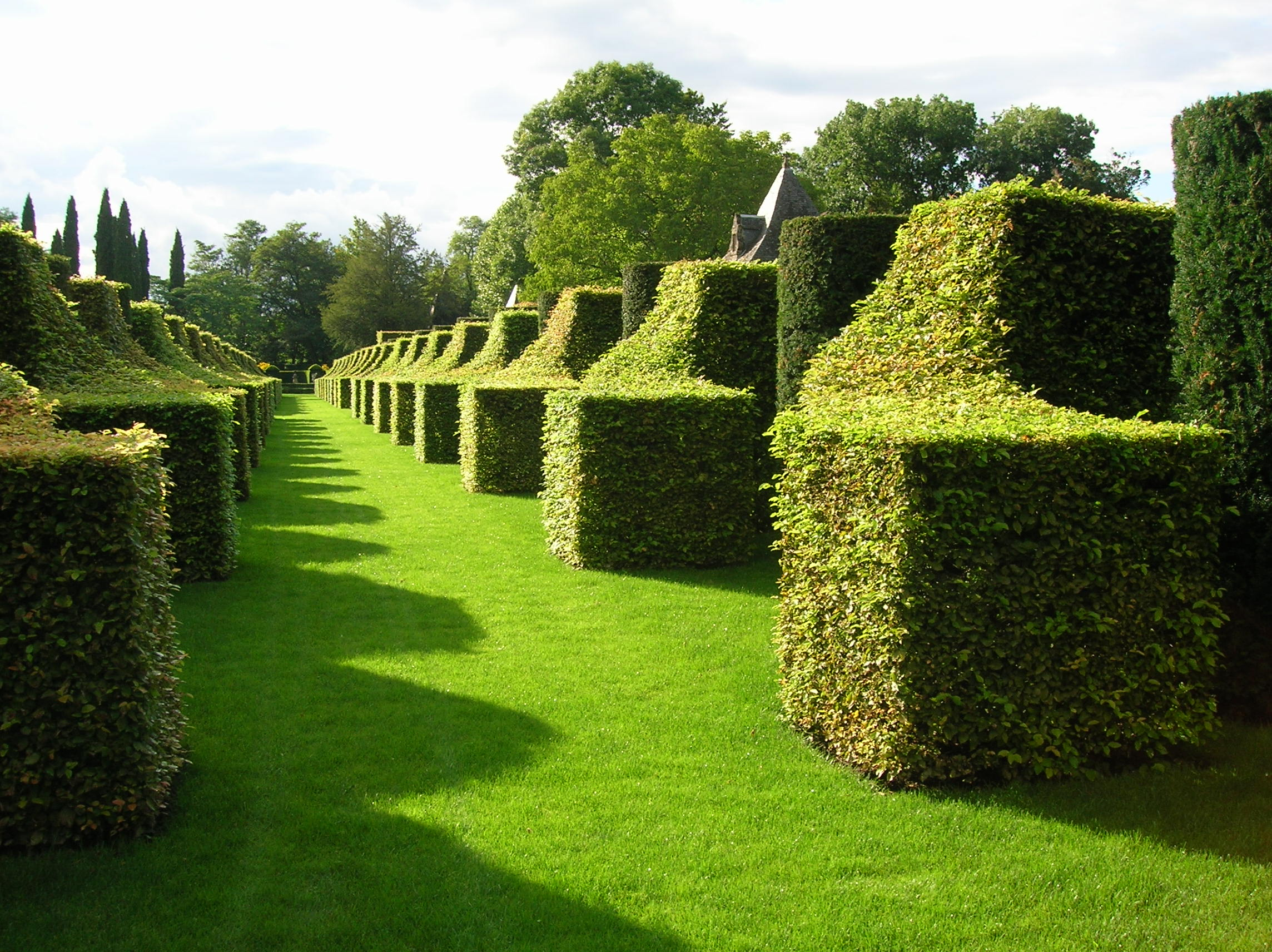
Gyertyánból és közönséges tiszafából nyírt sövény (Eyrignac Manor, Franciaország)

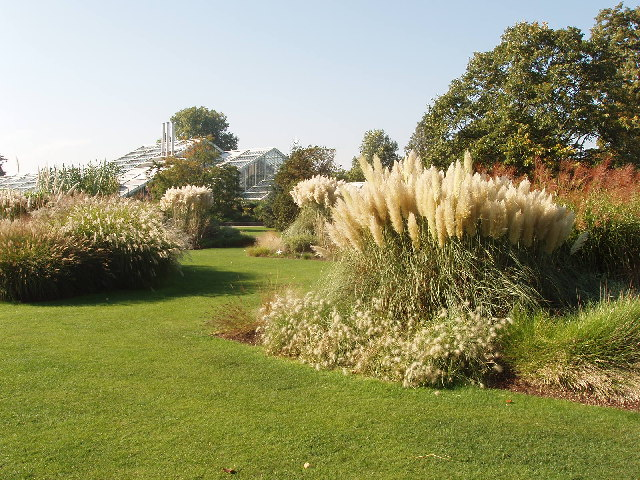
Díszfüvek (Kew Gardens)

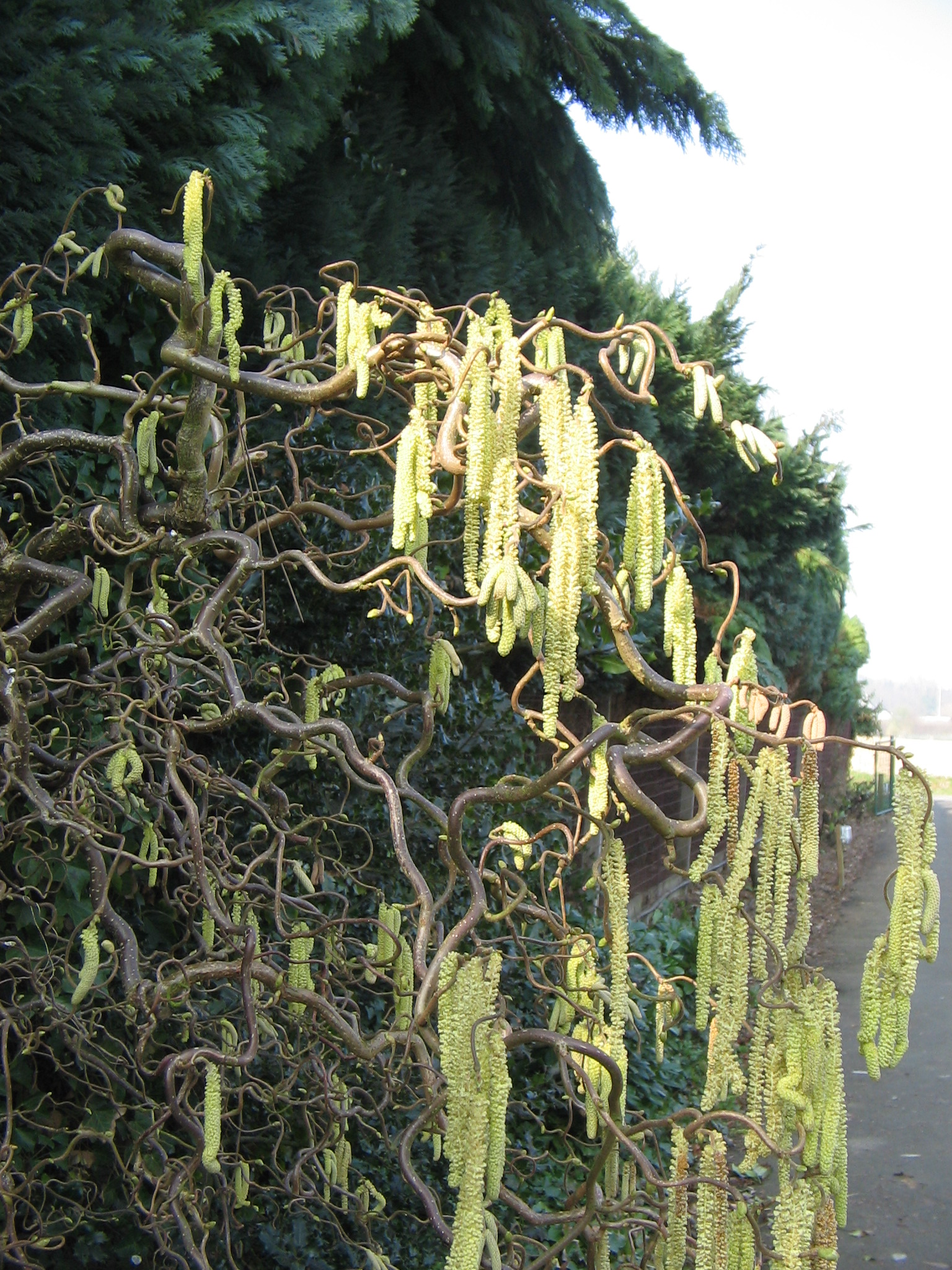
Csavarmogyoró 'Contorta'

A dísznövények csoportosítása nagy számú szempont szerint lehetséges, a növényárudák internetes oldalain található szín szerinti, virágzás szerinti, magasság szerinti felosztás, amelyek lényegesek lehetnek a felhasználás szempontjából. Kevésbé gyakorlatias vagy nem feltétlenül lényeges szempont a rendszertani, származási hely szerinti csoportalkotás, de ugyanakkor a növény kondíciója szempontjából érdemes megbízható helyen vásárolni.

### A felhasználás helye szerint
- Balkonnövények: meghatározott mennyiségű földben tartott egyéves növények (pl. porcsinrózsa (Portulaca grandiflora), pompás záporvirág (Gazania rigens), törpe nebáncsvirág (Impatiens wallerinana)).
- Sziklakerti növények: évelő lágy szárúak (pl. kerti pázsitviola (Aubrieta x cultorum) Bergmans, árnyéki kőtörőfű (Saxifraga umbrosa), hegyi sás (Carex montana)), félcserjék (pl. kerti kakukkfű (Thymus vulgaris), közönséges levendula (Lavandula angustifolia)).
- Parkokba ültetett növények: fás szárú lomb-és tűlevelűek, virágágyi egyévesek, különlegességek. Ezek a növények alkalmasak egyéb közterületi felhasználásra is, pl. játszóterekre (ügyelni kell hogy ne ültessünk mérgező vagy szúrós növényt), megfelelő választással utcára (vezetékek, árnyékolás stb. figyelembe vételével).

- Sorfák (pl. hárs (Tilia spp.), közönséges platán (Platanus x acerifolia), díszcseresznyék (pl. Prunus serrulata)).
- Térhatároló vagy sövény (pl. örökzöld puszpáng (Buxus sempervirens), Forsythia spp., gyöngyvessző (pl. Spirea x vanhouttei), gyertyán (Carpinus betulus)).
- Szoliter: magányosan ültetett különleges megjelenésű növények (pl. libanoni cédrus, ujjas juhar (Acer palmatum)).
- Futónövények (pl. loncok, vadszőlő (Parthenocissus spp.), iszalagok).
- Virágágyi egy- és kétévesek: virágjukért (pl. petúnia, begónia (Begonia spp.)) vagy levelükért (pl. díszcsalán (Coleus blumei hibridek), nyuszifül (Stachys byzantina), díszkáposzta (Brassica oleracea spp.)) ültetik. Lehetnek szegélyként ültetve vagy különleges összetételű (virágóra stb.) kompozícióban.
- Virágágyi évelők: rózsák, díszfüvek (pl. ezüstös pampafű (Cortaderia selloana), tollborzfű (Pennisetum alopecuroides), szálkafű (Hakonechloa macra)), félcserjék (pl. jószagú cickafark (Achillea filipendulina), örökzöld orbáncfű (Hypericum calycinum)).
- Hagymás, hagymagumós évelők (pl. tulipán, gyöngyike (Muscari spp.), sáfrány (Crocus spp.)).

- Talajtakaró növények: pl. kis meténg, indás ínfű, bőrlevél.
- Vízinövények: kerti tóba való növények: pl. tündérrózsa, nyílfű (Sagittaria sagittifolia), gyékényfélék
- Virágkötészetben használt növények: vágott virágok (pl. gerbera, szegfű, rózsa), száraz termések (pl. fenyőtoboz, máktermés, nád), zöldek (pl. borostyán, puszpáng, fenyőfélék).
- Szobanövények: a Magyarországon e célra felhasznált legtöbb növény trópusi éghajlatról származik. Tovább oszthatjuk levél- (pl. ananász fajták, dracénák (Dracaena spp.), fikuszok (pl. Ficus elastica) és virágdísznövényekre (pl. flamingóvirágok (Anthurium), papucsvirág (Calceolaria spp.), afrikaiibolya (Saintpaulia ionantha)), valamint futó (pl. ausztrál kúszóka (Cissus antarctica), pletyka (Tradescantia spp.)) fajokra.

Különleges csoportját alkotják a rovaremésztő növények, bonsai növények, kaktuszfélék.

### Szaporítás módok
- Ivaros: alapfajok szaporítási módja, magról könnyen és gyorsan fejlődő növényeket érdemes magról szaporítani.

- Végleges helyre vetett: pl. körömvirág, bársonyvirág, sarkantyúka.
- Palántázott, vásárolt vagy télen üveg alá vetett: pl. szalmagyopár, rózsás meténg, rézvirág).

- Ivartalan: ha a cél a fajták tulajdonságainak megtartása, vagy ivartalan úton könnyebben, gyorsabban lehet szaporítani, mint magról; vagy a növény nem érlel magot.

- Szemzés, oltás: rózsákat, fenyőfélék és lombos fák fajtáit egyaránt.
- Zöld és félfás hajtásdugványozás.
- Fásdugványozás (pl. fűz, gyöngyvirágcserje, jázmin).
- Gyökérdugványozás (pl. ecetfa, fehér akác).
- Bujtás (pl. orgona, csavarmogyoró (Corylus avellana 'Contorta')).
- Tőosztás (pl. pálmaliliom Yucca filamentosa).
- Hagymás növények szaporítása a fiókhagymák leválasztásával történik.
- Mikroszaporítás: laboratóriumi körülmények között történik (pl. broméliafélék).

## Képek

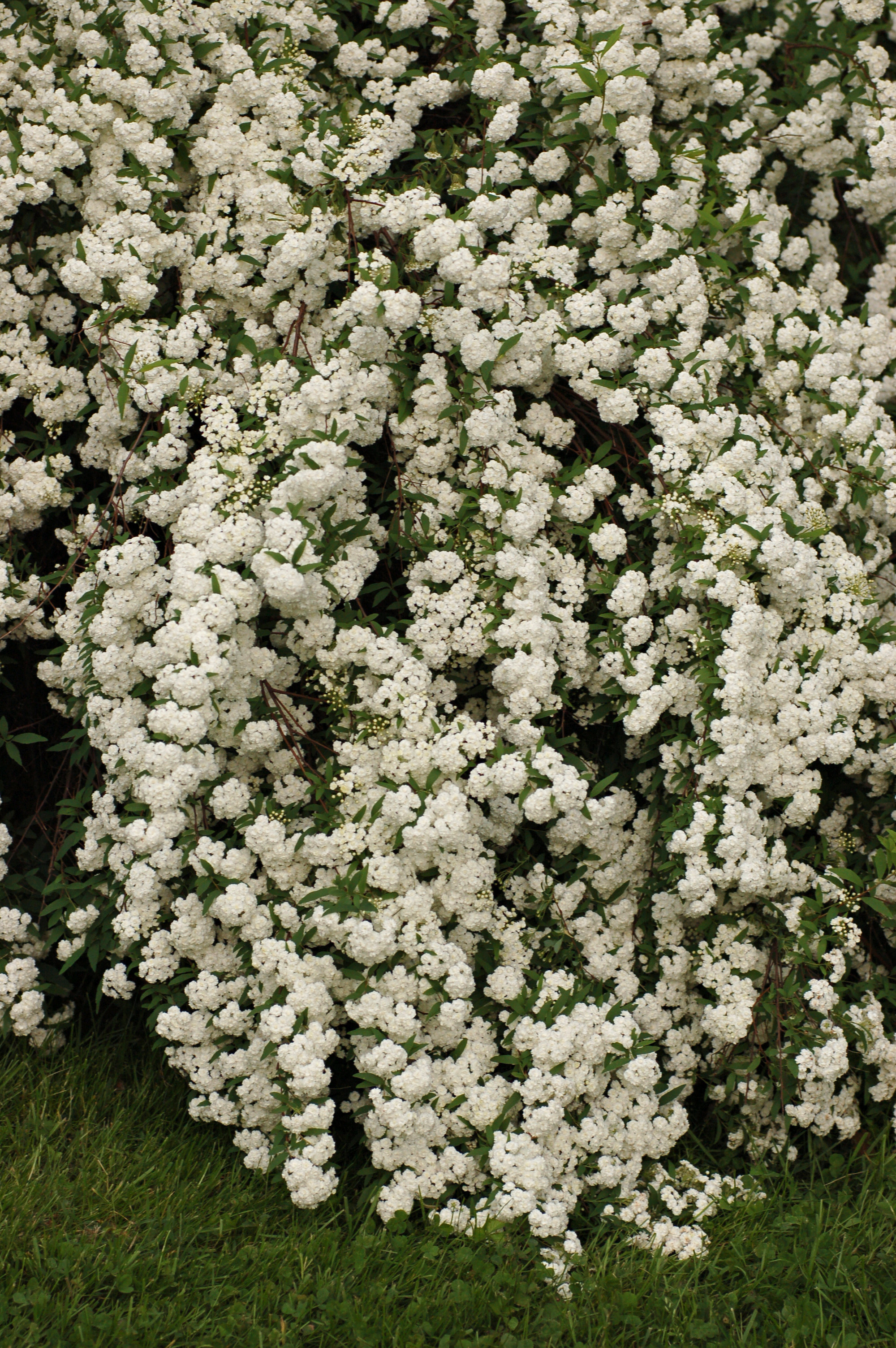
Redőslevelű bangita (Viburnum plicatum 'Snowball')
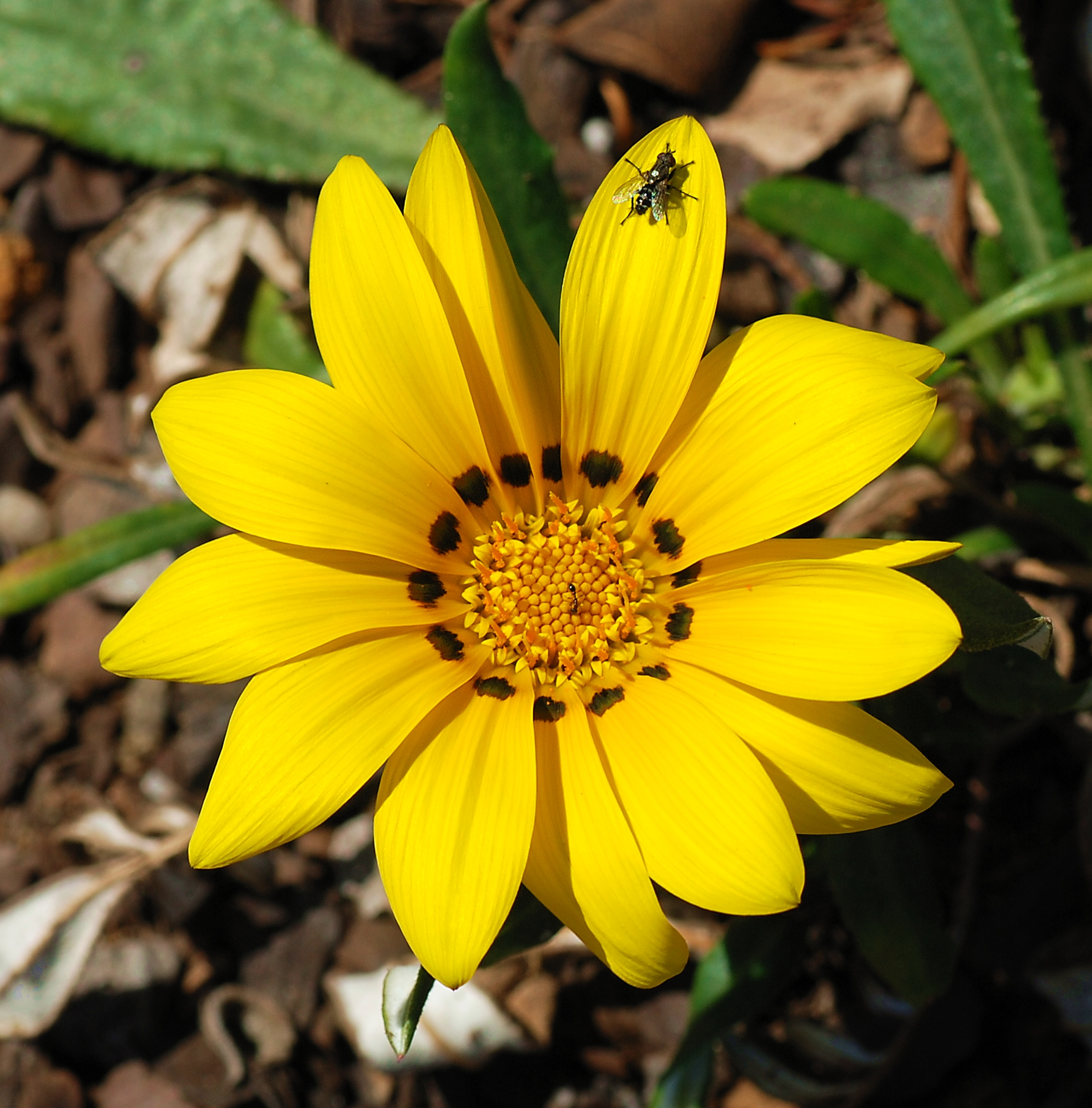
Pompás záporvirág
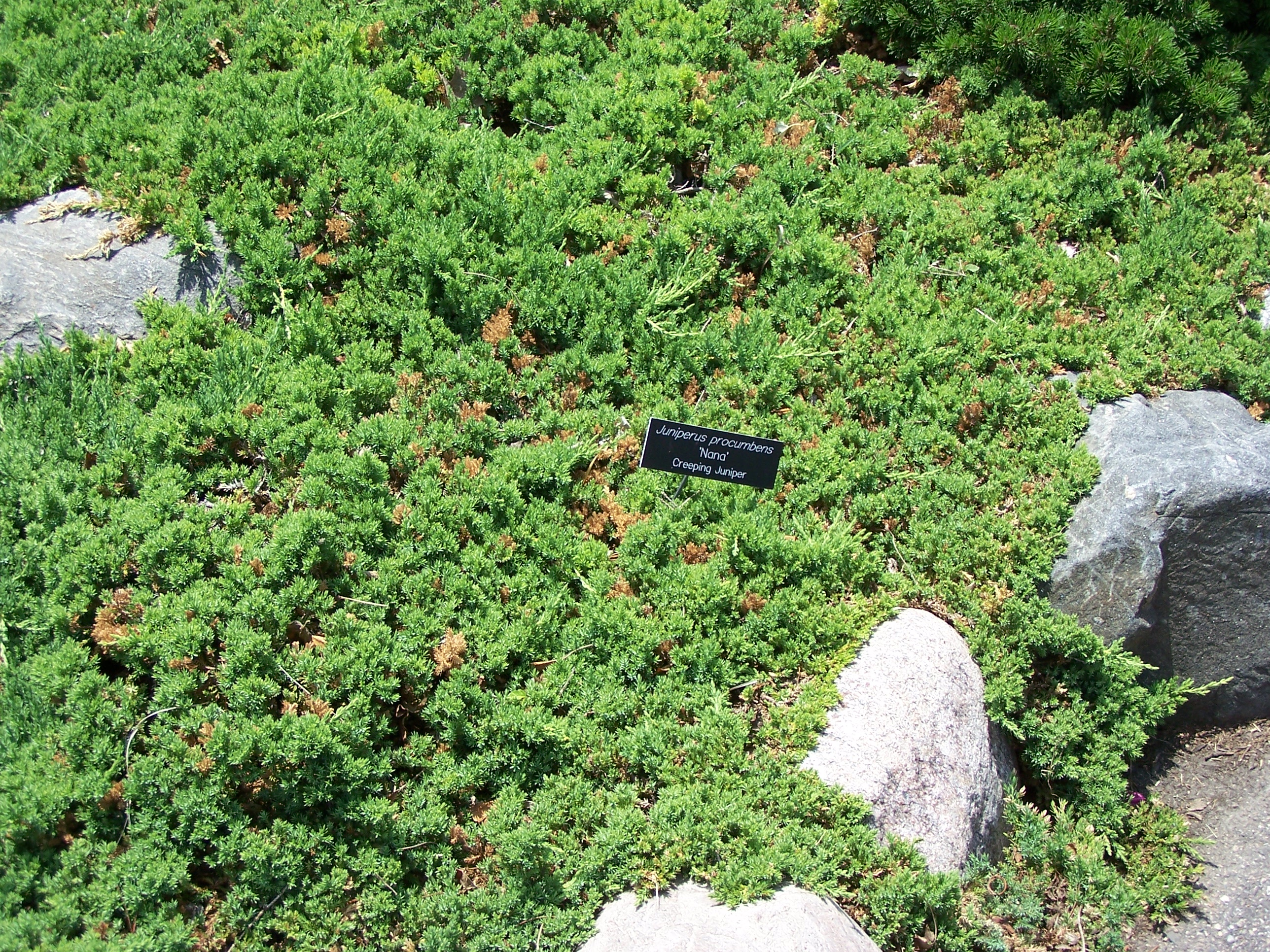
Juniperus procumbens 'nana' boróka mint talajtakaró
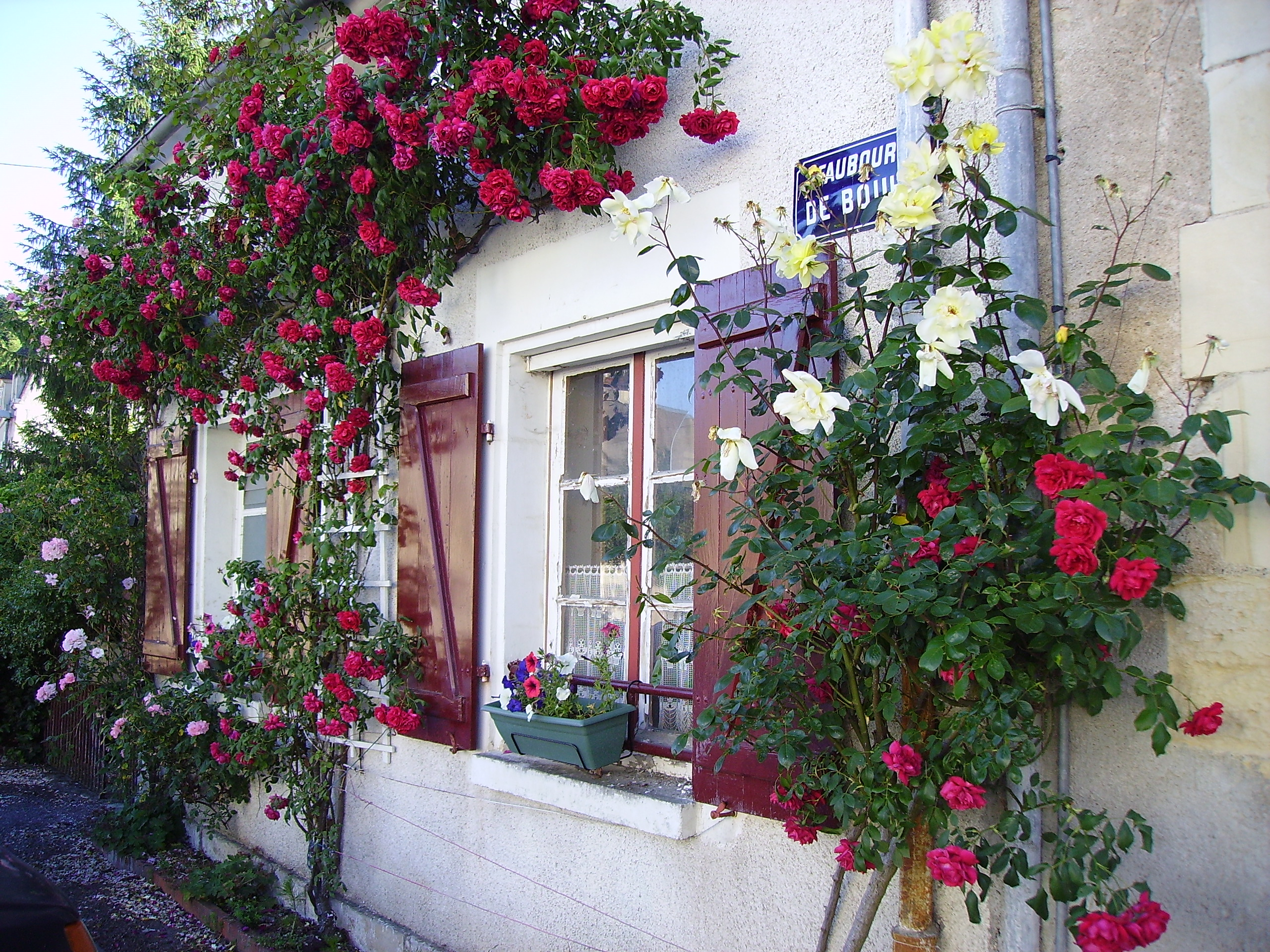
Futórózsák (Franciaország)
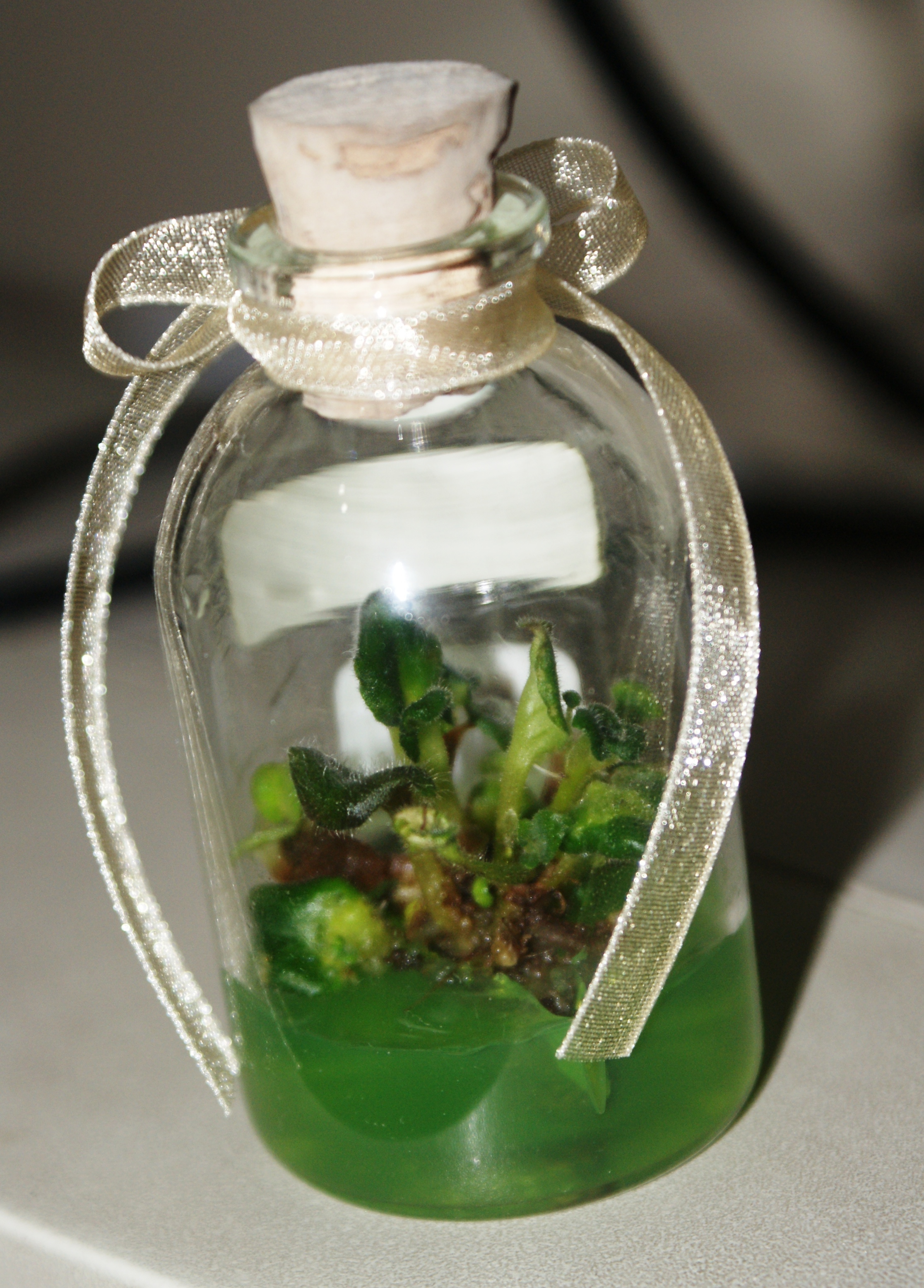
Afrikaiibolya házilagos szövettenyésztése